# Кристиансун
 Тази статия е за града в Норвегия.  За общината вижте Кристиансун (община).  
Крѝстиансун (на букмол: Kristiansund, [ˈkrɪstɪansʊn]) е град в централна Норвегия, административен център на община Кристиансун във фюлке Мьоре ог Ромсдал. Населението му е около 18 000 души (2013).

## География
Кристиансун е разположен на брега на Норвежко море, на около 400 km северно от столицата Осло.

## История
Селището възниква през XVII век под името Фосен, а през 1742 година получава статут на град и е наречено на името на крал Кристиан VI („Кристиансун“ означава „проток на Кристиан“). На 1 януари 1838 година става център на общината, която неколкократно променя границите си.

## Икономика
От XVII век Кристиансун е известен е производството на осолена сушена треска.

## Инфраструктура
Кристиансун има пристанище, използвано главно за промишлен риболов.

## Култура
В Кристиансун има две лутерански и една католическа църква.

## Известни личности
Родени в Кристиансун
- Уле Гунар Солшер (р. 1973), футболист